# Maria Stuarda

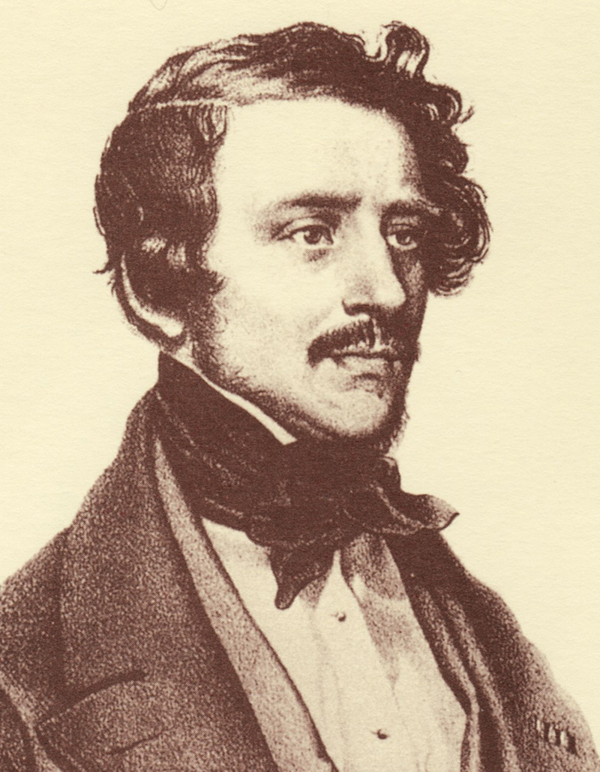
Gaetano Donizetti.

Maria Stuarda (Maria Stuart) är en italiensk opera i två akter, med musik av Gaetano Donizetti och libretto av Giuseppe Badari baserat på Andrea Maffeis översättning av Friedrich Schillers drama Maria Stuart (1800).
Operan är en av flera operor av Donizetti som behandlar Tudorperioden i Englands historia, däribland Anna Bolena (uppkallad efter Henrik VIII:s andra fru, Anne Boleyn), Roberto Devereux (uppkallad efter en förmodad älskare till drottning Elisabeth I av England) och Elisabetta al castello di Kenilworth. De kvinnliga huvudpersonerna i operorna Anna Bolena, Maria Stuarda och Roberto Devereux kallas ofta för "Tre Donizetti-drottningar". Berättelsen är löst baserad på Maria Stuart och hennes kusin drottning Elisabeth I. Schiller hade hittat på konfrontationen mellan de två drottningarna, som i själva verket aldrig träffades.
Efter en rad problem kring presentationen i Neapel efter den sista generalrepetitionen – bland annat måste man skriva om för en helt annan plats, en annan tidsperiod och med Buondelmonte som ny titel, hade Maria Stuarda som vi känner den idag, premiär den 30 december 1835 på La Scala i Milano. År 1958 återupptäcktes operan i och med en uppsättning i Bergamo. År 1986 hittade den svenska musikforskaren Anders Wiklund Donizettis manuskript till Maria Stuarda i arkivet till Stiftelsen Musikkulturens Främjande i Stockholm. Därmed kunde en källkritisk utgåva ges ut. Svensk premiär var den 27 januari 1990 på Kungliga Operan i Stockholm.

## Kompositionshistorik

### Fallet Maria Stuart och skotsk historia i 1800-talets Italien
På en mängd olika områden - drama, litteratur (fiktion eller på annat sätt) - utövade England under Tudoreran (och Skottland vid Maria Stuarts tid och därefter i synnerhet Donizettis egen Lucia di Lammermoor är ett exempel) en fascination på kontinentaleuropéer på ett extraordinärt sätt. I litteraturen har det noterats att mer än 20 000 böcker har skrivits om Marias liv och att inom två år efter hennes död började scenpjäser också dyka upp. Förutom Schillers Maria Stuart hade det funnits en annan inflytelserik pjäs, greve Vittorio Alfieris Maria Stuarda skriven 1778, där "den olyckliga drottningen framställs som misstänksam, otålig av motsägelser och våldsam i sitt agerande."
När det gällde vad som hade traderats om Elisabeth I till Donizetti och andra italienska kompositörer, noterar operaregissören Stephen Lawless att den kontinentala synen skulle ha varit mycket annorlunda än den anglocentriska av Elisabeth som goda drottning Bess, som "Gloriana", och som den som förvisade katolicismen från England. Men ur ett italienskt perspektiv var Elisabeth en kättare och faktiskt en bastard eftersom "hennes far Henrik VIII aldrig hade fått en annullering från påven för att avsluta sitt äktenskap med Katarina av Aragonien för att gifta sig med sin andra fru (Elisabeths mor) Anne Boleyn" Därför var Maria för europeiska katoliker en martyr och Englands legitima härskare, en sympatisk karaktär kontrasterade med Elisabeth, som traditionellt iscensattes i en mörkare roll, ofta "som ohämmat svartsjuk, egensinnig och lätt överdriven. Detta är porträttet av Elisabeth som återfinns, inte alltför oväntat, i Bardaris libretto".
När det gäller italiensk opera från primo ottocento fann dessa attityder sin väg in i de verk som strömmade ut: de täckte en stor del av Tudor-eran, inklusive verk om Henrik VIII: s första dotter Mary, som blev Maria I av England, känd som "Bloody Mary" för att genomdriva landets strikta återgång till katolicismen. Överklagandet av dessa operor har uttryckts av professor Alexander Weatherson 2009 i Donizetti Society Newsletter enligt följande (med tillägg av relevanta operatitlar associerade med de namngivna kompositörerna):
Skottlands mark var på väg att vanhelgas av en ström av operor som bar spår av [Elisabeths] rival ... utan Maria Stuart hade Skottland kanske lämnats i fred ... Bara i Italien under de tidigaste decennierna av artonhundratalet fanns en skotsk röra av operor av Asap; Capecelatro; Carafa [I solitari di Scozia, 1815, och Elisabetta in Derbyshire ossia Il castello di Fotheringhay, 1818]; Carlini [Maria Stuarda, regina di Scozia, 1818]; Casalini; Casella [Maria Stuarda, 1812]; Coccia [I solitari, 1811, och Maria Stuart, regina di Scozia, 1827]; Donizetti; Ferrari; [Belgaren], Fétis [Marie Stuart en Ecosse]; Gabrielli [Sara ovvero La pazza delle montagne di Scozia, 1843]; Mazzucato [La fidanzata di Lammermoor, 1834]; Mercadante [Maria Stuarda, regina di Scozia, 1825]; Neidermeyer [Marie Stuart, Paris 1844]; Nicolini; Pacini [Vallace, 1820, Malvina di Scozia]; Pavesi; Pugni; Rajentroph; Ricchis [ Federico Ricci och Luigi Ricci ] [La prigione di Edimburgo, 1838]; Rossini [Elisabetta, regina d'Inghilterra, 1815]; Sogner [Maria Stuarda ossia I carbonari di Scozia, 1814]; och Vaccai [I solitari di Scozia, 1815] - och detta är bara att skrapa på ytan av den europeiska förälskelsen i den halshuggna Stuart och/eller hennes nordliga fasthet som kokade upp i blodbadsfinalen på sjuttonhundratalet, operor ofta rabiata och obetydliga, fulla av fashionabla konfrontationer och konstgjorda konflikter, politiskt motiverade, repetitiva och snart glömda.
Men Weatherson avslutar:
I hjärtat av handlingen fanns dock en italienare, masspjäser och romaner av Camillo Federici (1749–1802) [pseudonymen för Giovanni Battista Viassolo], en före detta skådespelare vars produktiva vulgariseringar av Schiller och August von Kotzebue fick italienska librettister att klottra i fyra decennier. Utan honom kan man faktiskt misstänka att Sir Walter Scott aldrig skulle ha fångat fantasin hos så många poeter, inte heller så länge.

## Personer
- Maria Stuarda (Maria Stuart), drottning av Skottland (sopran)
- Elisabetta (Elisabeth I), drottning av England (sopran)
- Anna Kennedy, Marias förtrogna (mezzosopran)
- Roberto, Earl av Leicester (tenor)
- Lord Guglielmo Cecil, finansminister (baryton)
- Giorgio Talbot, Earl av Shrewsbury (bas)
- En härold (tenor)

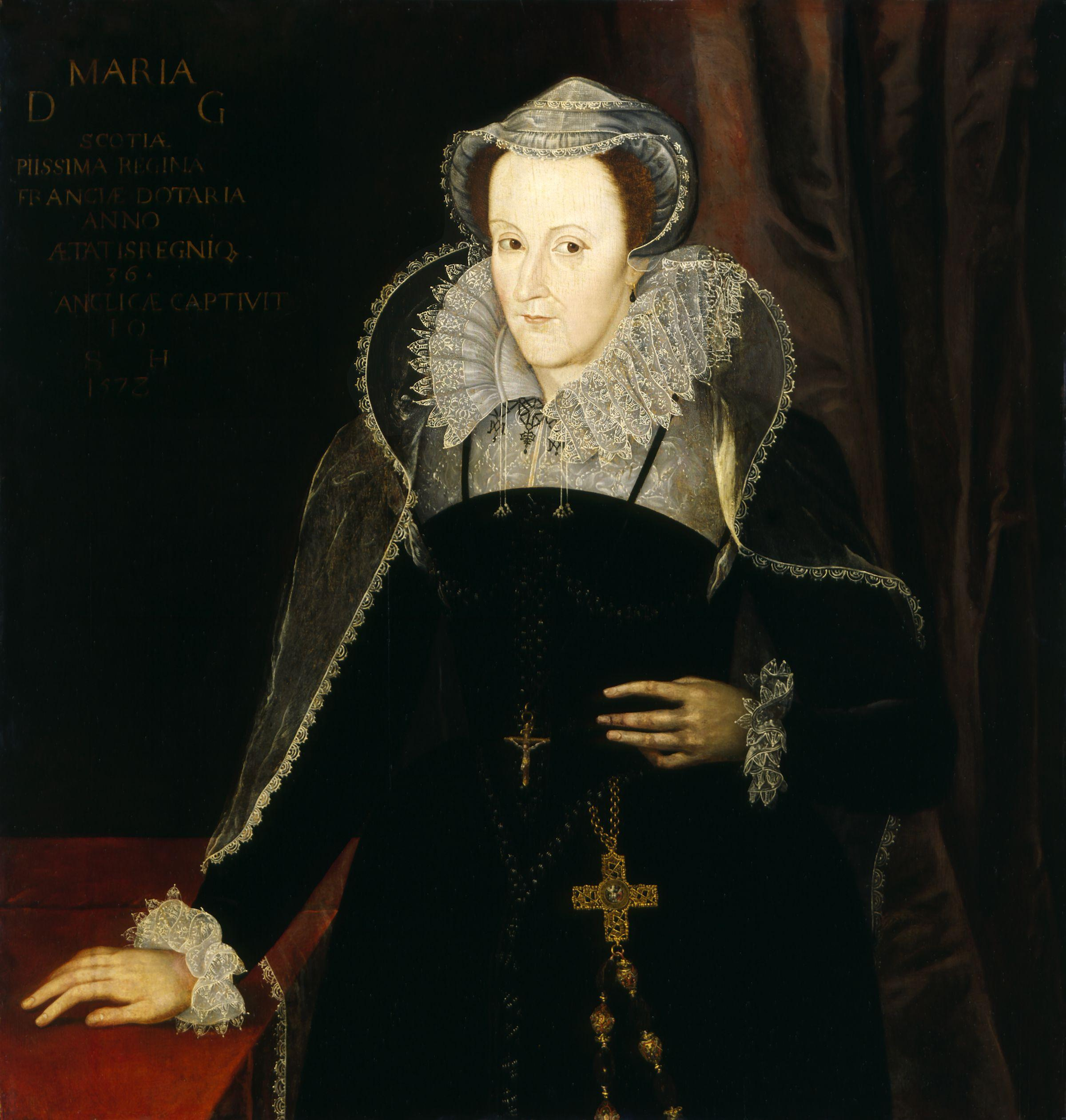
Maria Stuart
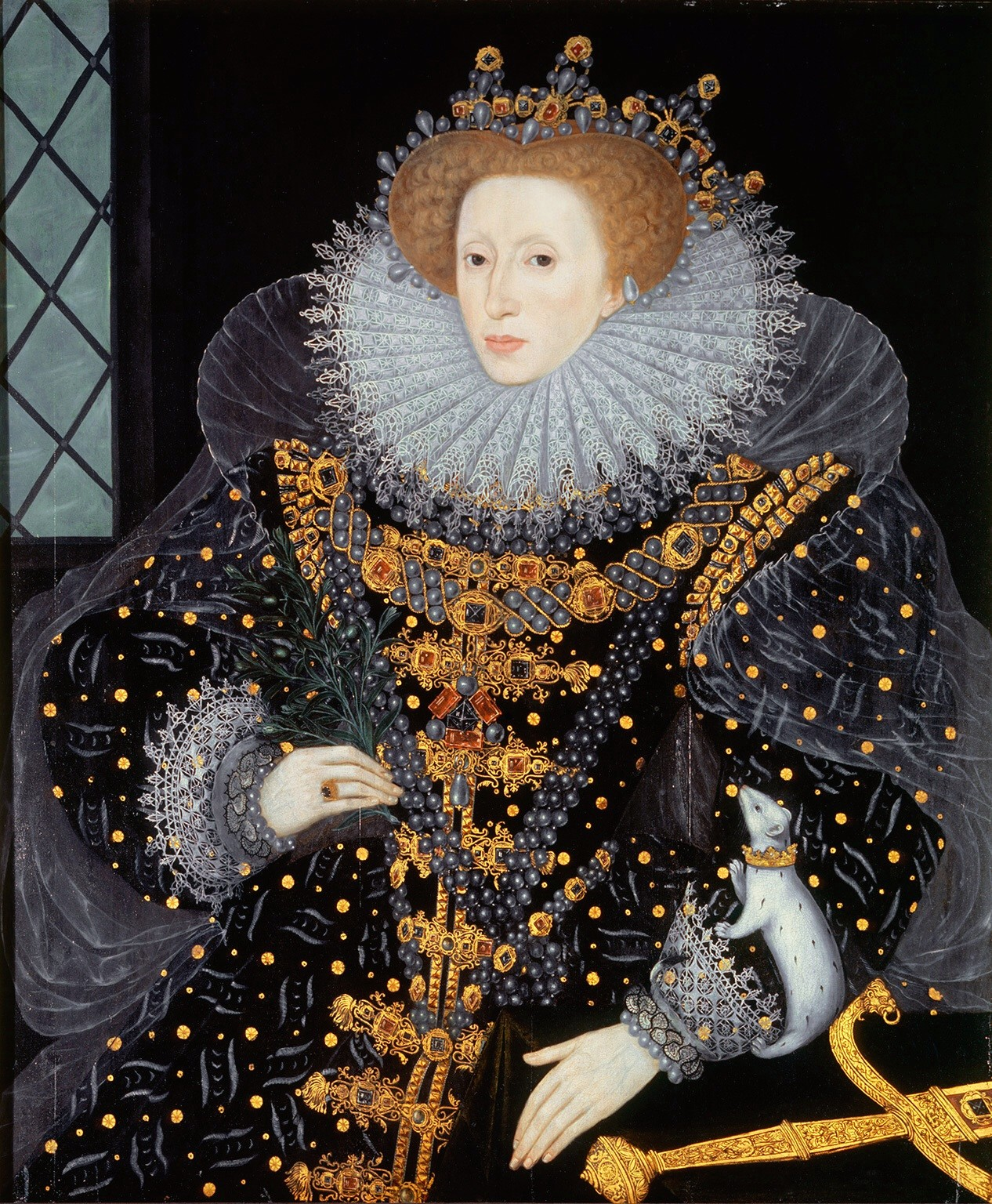
Elisabeth I
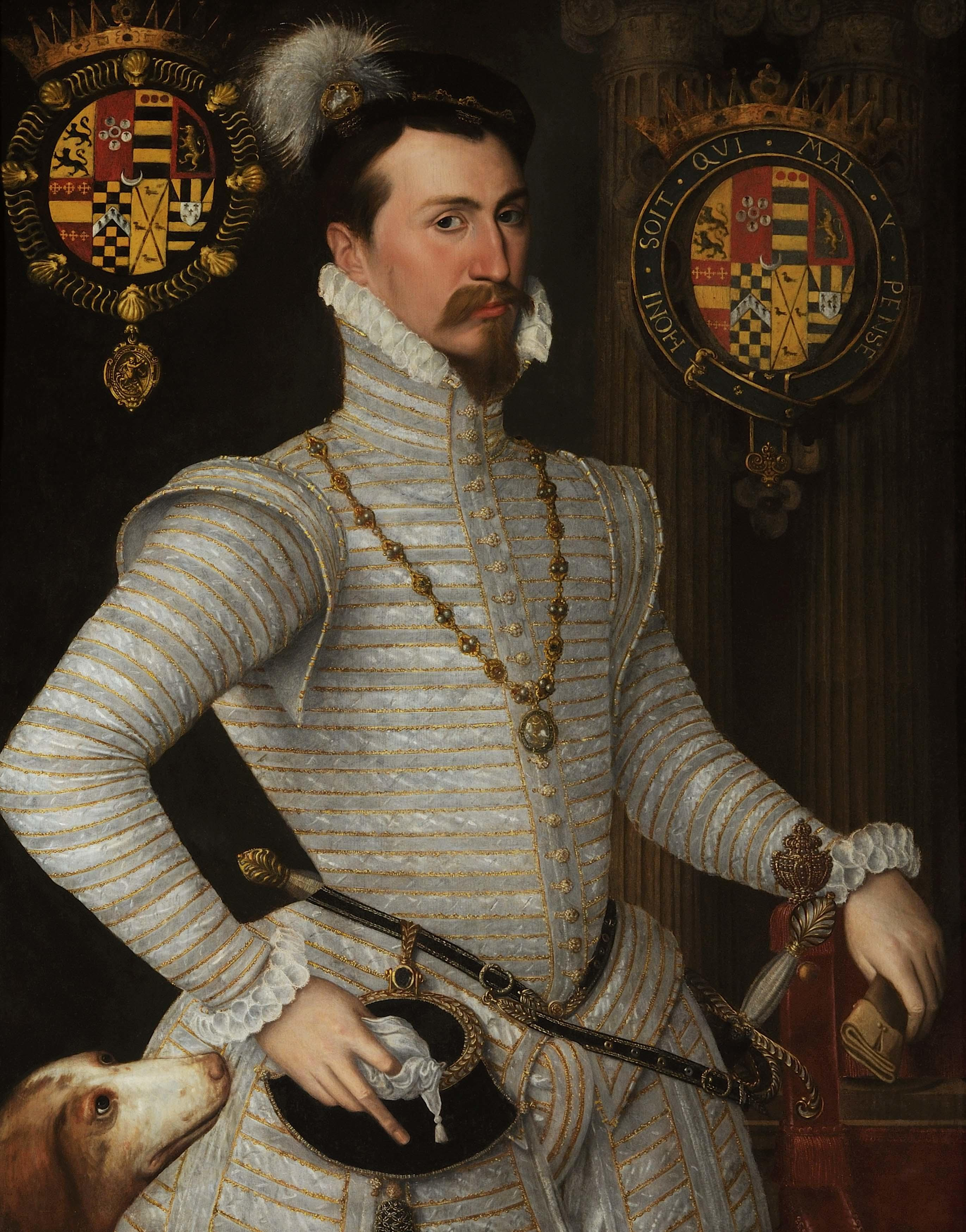
Robert Dudley
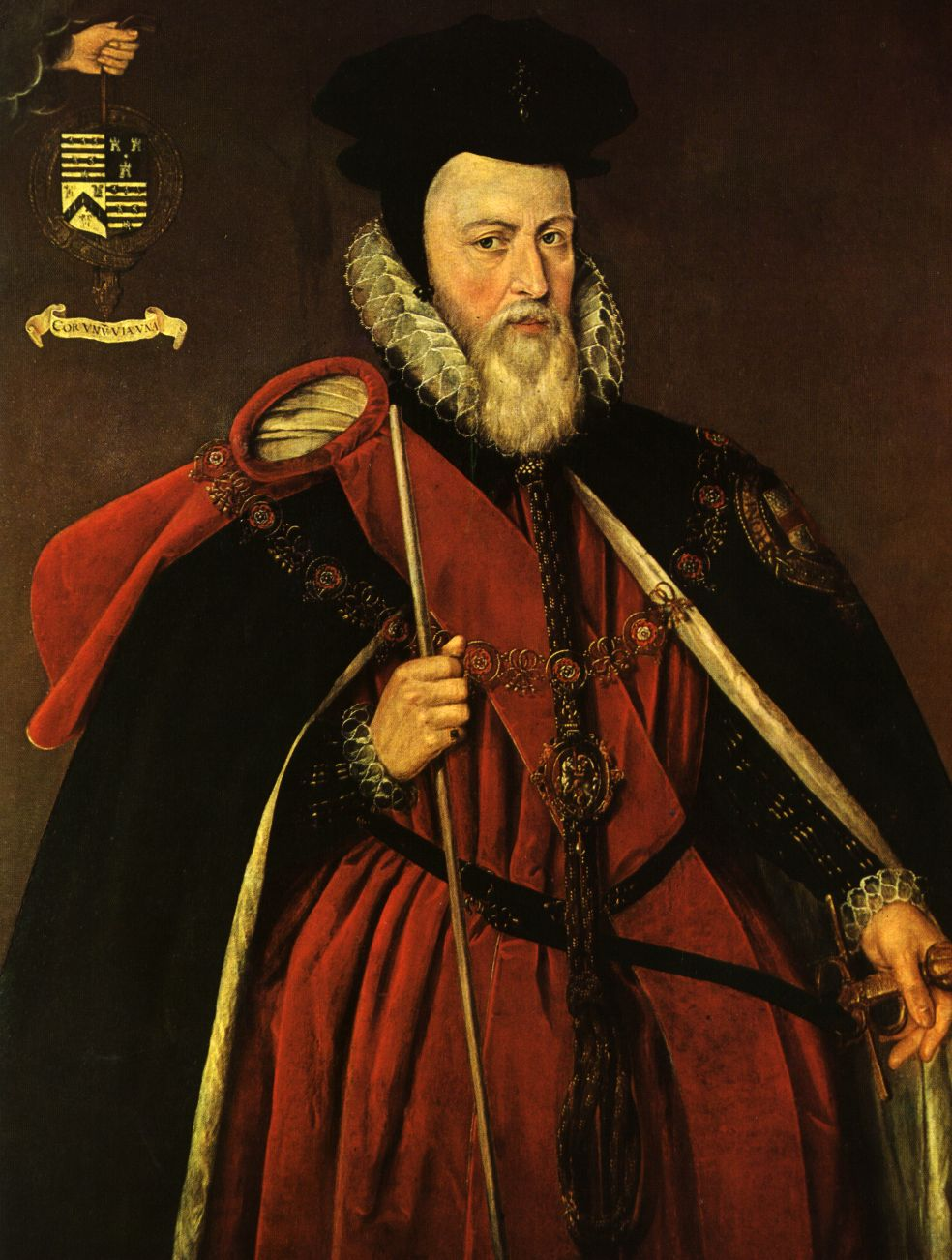
William Cecil
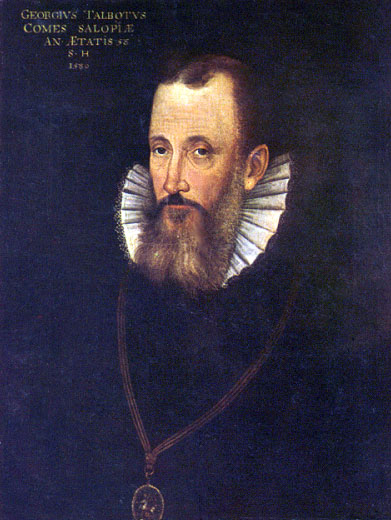
George Talbot

## Handling
Maria Stuarda sitter fängslad på slottet Fotheringay i England. Hovet och Talbot hävdar att man skall visa den skotska drottningen barmhärtighet, men Cecil vågar inte lita på henne utan fordrar att hon skall avrättas. Maria vänder sig i ett brev till drottning Elisabettas favorit Roberto och ber honom vädja för hennes räkning, men Elisabetta kräver att få se brevet och inser att Maria Stuarda eftertraktar både hennes krona och den man hon ämnar gifta sig med. Roberto lyckas få ett möte till stånd mellan Maria och Elisabetta, men fastän Maria faller på knä och ber om förlåtelse är Elisabetta obeveklig och beskyller henne för högförräderi. Maria blir ursinnig och kallar drottningen för en oäkting, varpå hon förs bort av vakterna och döms till döden.
Maria avlägger syndabekännelsen inför Talbot men frånsäger sig ansvaret för sin man lord Darnleys död. Till sist bestiger hon lugnt och värdigt schavotten.